# Rio Fata
O Rio Fata é um rio da Romênia, afluente do Frumoasa, localizado no distrito de Harghita.